# Saida Fikri
Saida Fikri (tiếng Ả Rập: سعيدة فكري; sinh ngày 28 tháng 11 năm 1971 tại Casablanca) là một ca sĩ và nhà soạn nhạc người Maroc. Những bài hát của cô là sự pha trộn giữa dân gian Maroc và nhạc rock phương Tây.
Cô bắt đầu hát với anh trai Khalid Fikri và đạt được sự nổi tiếng ở Morocco vào đầu những năm 1990 với những bài hát đính hôn. Cô được nhớ đến nhiều nhất với các bài hát như Salouni al Adab (Hỏi tôi về nỗi đau). Năm 1998, cô bị cấm ở Ma-rốc khỏi buổi biểu diễn công khai vì giai điệu chính trị trong các bài hát của mình. Lệnh cấm chỉ được dỡ bỏ trong năm 2008 
Năm 1997, cô di cư sang Hoa Kỳ và định cư ở đó và có được quyền công dân Hoa Kỳ.

## Album
- 1993: Nadmana
- 1995: Salouni alâdab
- 1998: Al Hamech
- 2001: Kloub Arrahma
- 2004: Assir Al Madfoune
- 2005: Hanna
- 2006: Essilm